# 야마토 유키
야마토 유키(일본어: 山戸 結希, 1989년 ~ )는 일본의 영화 각본가, 영화 감독이다.

## 작품 목록
- 그녀가 나를 3분 안에 알아보는 3가지 경우 (2012, 단편)
- 그 소녀가 바닷가에서 춤추고 있다 (2012, 단편)
- 다섯번 헤아려 보면 너의 꿈 (2014)
- 물에 빠진 나이프 (2016)
- 21세기 소녀 (2018)
- 핫 기믹 (2018)